# 早見紗英
早見 紗英（はやみ さえ、1997年5月18日 - ）は、女優、モデル、タレント。男装アイドルグループ・風男塾のメンバー（英城凛空名義）、名古屋のアイドルグループ・delaの元1期メンバー。三重県出身。ケイダッシュステージ所属。

## 略歴
2012年、名古屋を拠点に活動するモデルアイドル集団「dela」の初期メンバーオーディションに応募。612人の中から選ばれる。グループでのイメージカラーは赤色（デビュー当時は青色）。スターティングメンバーで現在も活動しているのは早見と沢井里奈・綾瀬麗奈・秋波愛の4人のみ。メンバーの川崎成美と中学が同じで、2019年2月25日に川崎とYouTubeチャンネル『さえなるちゃんねる』を開設した。2020年12月30日のライブを以てdelaを卒業。
2015年、第2回CONOMi制服アワードで優秀賞を受賞。
2019年、インドネシア・バリ島で撮影、自身初となるファーストDVD『Sae Summer』がリリースされた。
2020年、『ヤングチャンピオン』の表紙を飾る。同年3月に愛知大学現代中国学部を卒業した。
2021年1月17日、男装ユニット「風男塾」に新メンバー 英城凛空（はなしろりく）として加入。担当カラーは青色。それに伴いケイダッシュステージに移籍し、早見紗英としてのタレント活動と兼任する。

### イメージキャラクター
- サカエゴーラウンド シルバーインフルエンサー[6]
- 公益社団法人名古屋青年会議所・年間サポーター[7]

## 人物
特技
- 中国語
- ソフトテニス

デビューのきっかけ
- 母親から中学三年生のときに「delaのオーディションを受けてみたら」と言われて、「いいよー」くらいの軽い気持ちで応募。母親に書類を書いてもらった。まさか受かるとは思っていなかった[8]。

その他
- 石原さとみに憧れて女優に興味をもった[9]。

## レギュラー

### テレビ
- チャント！（CBCテレビ） - チャント！調べましたリポーター
- メ〜テレ しりたい嬢 - リポーター[10]

### ラジオ
- dela ding dong!（東海ラジオ）
- delaの今夜もけったこぐ（CBCラジオ）
- 三州瓦presents dela stream（@FM）

### 単発
- ヤングチャンピオン - グラビア（表紙）[3]
- SPA! - グラビア（巻頭）[9]
- 別冊ヤングチャンピオン - グラビア（表紙）[11]
- Sae Summer（イーネット・フロンティア、2019年11月22日発売、収録時間70分）[1][2]